# Borislav Paravac
Borislav Boro Paravac (Борислав Паравац) (ur. 18 lutego 1943 w Kostajnicy) – bośniacki serb, polityk, członek Prezydium Bośni i Hercegowiny w od 10 kwietnia 2003 do 6 listopada 2006. Dwukrotny przewodniczący Prezydium Republiki Bośni i Hercegowiny od 10 kwietnia 2003 do 27 czerwca 2003 oraz od 28 października 2004 do 28 czerwca 2005.

## Życiorys
Borislav Paravac urodził się w 1943 w Kostajnicy na północy Bośni. W 1966 ukończył ekonomię na Uniwersytecie w Zagrzebiu. W latach 1996–2000 zajmował stanowisko burmistrza Doboju. W latach 1992–2000 był także członkiem Zgromadzenia Ludowego Republiki Serbskiej.
W wyborach parlamentarnych w 2002 Paravac wszedł w skład parlamentu Bośni i Hercegowiny. 10 kwietnia 2003 został wybrany na stanowisko Przewodniczącego Prezydium Republiki Bośni i Hercegowiny, po odwołaniu z tej funkcji przez Wysokiego Przedstawiciela Mirko Šarovića, oskarżonego o handel bronią z reżimem Saddama Husjana.
W trzyosobowym prezydium Borislav Paravac zasiadał do 6 listopada 2006, zajmując dwukrotnie stanowisko jego przewodniczącego. Paravac jest członkiem Serbskiej Partii Demokratycznej. W grudniu 2015 został oskarżony przez prokuraturę o zbrodnie podczas wojny w byłej Jugosławii.